# 生药命名规则
生药命名规则是国际通用的，针对生药的命名规则。

## 语言
与生物的命名规则一样，生药的命名也使用拉丁文，拉丁文的生药名是国际通用的生药学名。

## 一般规则
通常生药的学名由两个拉丁文单词组成，第一个单词表征生药的来源，第二个单词表征药用部位。
表征药用部位的单词一般使用第一格，由于一般来讲生药涉及的药用部位不多，因此这一部分的单词也只有很少的几个，分别为：
| 中文名称 | 拉丁文单词 | 中文名称 | 拉丁文单词 | 中文名称 | 拉丁文单词 |
| 根       | Radix      | 枝条     | Ramulus    | 树皮     | Cortex     |
| 根茎     | Rhizoma    | 叶       | Folium     | 花       | Flos       |
| 茎       | Caulis     | 花粉     | Pollen     | 果实     | Fructus    |
| 木材     | Lignum     | 种子     | Semen      | 全草     | Herba      |
| 树脂     | Resina     | 分泌物   | Venenum    |          |            |

表征生药来源的第二个单词变化较多，规则变化也很多：
- 使用原植物或动物学名中属名部分的，需使用第二格
- 使用原植物或动物学名中种加词部分的，需使用第二格
- 同时使用原植物学名中属名和种加词的，两个单词均需使用第二格
- 以原植物或动物学名中的属名或者种加词搭配一个说明生药具体形状的形容词，名词部分需使用第二格

## 例外
与生物命名不同的是，在生药的命名中，有许多的例外，一些生药的学名命名并不遵循上述命名规则，而是根据药物来源和人们约定俗成的叫法来命名。将这些例外归纳起来有以下几种类型：
- 来源为菌藻类的生药，一般仅仅以来源植物学名的属名来命名
- 来源为动物全体的生药，直接由动物学名的属名来命名
- 来源为动物植物的分泌物、汁液等无肌体组织结构的生药，用来源动植物学名的属名命名
- 部分应用广泛历史悠久的生药，直接用原产地的俗名或者土名单词拉丁化命名
- 矿物来源的生药，以矿物本身的拉丁文名称命名

## 范例
- 简单范例：

牛黄Calculus Bovis（原动物Bostaurus domesticus）
熟地黄Rehmanniae Preoarata Radix（原植物Rehmannia glutinosa）
杜仲Eucommiae Cortex（原植物Eucommia ulmoides）
青蒿Artemisiae Annuae Herba（原植物Artemisia Annuae）
- 特例

茯苓Poria
蛤蚧Gecko
阿片Opium
雄黄Realgar